# Game of Thrones (mùa 3)
Mùa thứ ba của loạt phim truyền hình chính kịch xen kỳ ảo Game of Thrones phát sóng lần đầu tại Hoa Kỳ trên kênh HBO từ ngày 31 tháng 3 năm 2013 đến ngày 9 tháng 6 năm 2013. Mùa phim này gồm có 10 tập, thời lượng mỗi tập vào khoảng 50–60 phút.